# Francesco Antonio Santorio
Francesco Antonio Santorio († 1589) war ein italienischer römisch-katholischer Geistlicher.
Santorio wurde am 9. Januar 1573 als Nachfolger seines Bruders Giulio Antonio nach dessen Verzicht zum Erzbischof von Santa Severina ernannt. Am 28. Juli 1586 wurde er zum Erzbischof von Acerenza und Matera ernannt und blieb es bis zu seinem Tod.